# Jeanne Hersch
Jeanne Hersch (nascuda a Ginebra el 13 de juliol de 1910, morta el 5 de juny de 2000 a la mateixa ciutat) fou una filòsofa de nacionalitat suïssa i d'orígens polonesos, l'obra de la qual versa principalment entorn el concepte de llibertat.

## Biografia i obra
Filla d'immigrants jueus polonesos, Jeanne Hersch es va criar en un ambient acadèmic. El seu pare, Liebmann Hersch, era professor de demografia i estadística a la Universitat de Ginebra, mentre que la seva mare Liba Lichtenbaum era metgessa. Hersch va estudiar en primer lloc a la seva ciutat natal, i després es traslladà a Heidelberg, Freiburg i París. El 1936 va escriure la seva primera obra, L'Illusion philosophique. Va redactar la seva tesi sota la direcció del filòsof existencialista Karl Jaspers a Alemanya a començaments de la dècada del 1930, autor que la va influir profundament. Després d'una època donant classes de filosofia als Estats Units d'Amèrica, el 1956 va aconseguir una plaça de professora a la Universitat de Ginebra, com una de les primeres dones a aconseguir una posició de professorat en una universitat suïssa. Va mantenir la seva docència fins a 1977. Del 1966 a 1968 va dirigir el departament de filosofia de la UNESCO i va ser una membre del seu comitè executiu de 1970 a 1972 com a representant de Suïssa.
El 1968 va publicar Le droit d'être un homme, une anthologie mondiale de la liberté en llengua francesa, que consisteix en una antologia d'escrits sobre els drets humans, tornat a publicar en francès els anys 1984 i 1990. El 1987 li va ser atorgada la Medalla Albert Einstein a Berna. Hersch va morir l'any 2000 i es troba enterrada al Cementiri dels Reis de la ciutat de Ginebra.